# Thoracosaurus
Thoracosaurus je rod dávno vyhynulého pravěkého gavialoidního krokodýla, který žil v době pozdní křídy až paleogénu na území Severní Ameriky (druh. T. neocesariensis) a Evropy (T. macrorhynchus). 

## Charakteristika
Mnoho fosilních fragmentů bylo postupně přisuzováno tomuto rodu, většina z nich je ale pochybných a obtížně zařaditelných. Posledním oficiálně rozlišovaným druhem tohoto rodu je T. scanicus, který byl se svými 4,4 metry délky a lebkou dlouhou 55 cm poměrně velkým krokodýlem. Tito obojživelní draví plazi žili v době posledních dinosaurů, kteří vyhynuli na konci křídové periody před 66 miliony let. Thoracosaurus naopak přežil až do staršího paleogénu (pozdní paleocén). Jak ukázal novější výzkum, thorakosauři nebyli blízce příbuzní dnešním gaviálům.
V roce 2022 byla publikována odborná práce o objevu původních organických molekul ve fosiliích tohoto mořského plaza z období konce křídy (souvrství Hornerstown) ze státu New Jersey.

## V populární kultuře
Thoracosaurus neocesariensis se objevuje v textu knihy Poslední dny dinosaurů, kde neúspěšně zaútočí na čtveřici lidských hrdinů - cestovatelů časem.